# Guitarra huapanguera

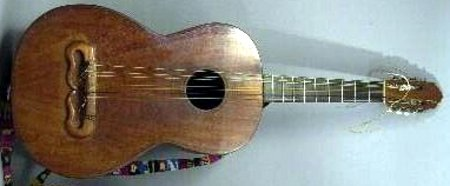
Guitarra huapanguera.

La guitarra huapanguera, huapanguera o quinta huapanguera es un tipo de guitarra mexicana que usualmente forma parte del conjunto huasteco, junto a la jarana huasteca y el violín. Tiene cuerdas de nylon agrupadas en 5 órdenes. Toma el rol de instrumento bajo usando una técnica de rasgueo rítmico. Su construcción física caracteriza un cuerpo resonante grande con cuello corto. Normalmente tiene de 8 a 10 trastes.
Afinación: mi, si, sol, re, sol
klotkgt